# Przestrzeń styczna

Przestrzeń styczna 2-wymiarowa (płaszczyzna) do 2-wymiarowej rozmaitości (powierzchni) w punkcie oraz wektor styczny do krzywej przechodzącej przez punkt

Przestrzeń styczna – to przestrzeń liniowa utworzona z wektorów zaczepionych w ustalonym punkcie {\displaystyle x} przestrzeni {\displaystyle M,} przy czym:
1. Przestrzeń {\displaystyle M} w ogólności może być dowolną rozmaitością topologiczną.
2. Wymiar przestrzeni stycznej jest równy wymiarowi rozmaitości {\displaystyle M.}
3. Każdy element przestrzeni stycznej – wektor styczny do {\displaystyle M} w punkcie {\displaystyle x} – jest styczny do jakiejś krzywej gładkiej rozmaitości, przechodzącej przez punkt {\displaystyle x.}
4. Przestrzeń styczną do {\displaystyle M} w punkcie {\displaystyle x} oznacza się {\displaystyle T_{x}(M)} lub {\displaystyle T_{x}M.}

Przestrzenie styczne do rozmaitości w różnych jej punktach są różnymi przestrzeniami.
Wektory z przestrzeni stycznej tworzą zbiór możliwych wektorów prędkości {\displaystyle v,} jakie może mieć ciało w położeniu {\displaystyle x,} poruszając się po rozmaitości. Po przesunięciu się ciała do innego punktu prędkość ciała będzie dana przez inny wektor – taki, który należy do przestrzeni stycznej tego punktu (nie jest to widoczne na rysunku).

## Przestrzeń styczna do 2-wymiarowej powierzchni

Przestrzeń styczna (płaszczyzna styczna) w punkcie na sferze.

Wszystkie krzywe przechodzące przez dany punkt {\displaystyle x} leżący na 2-wymiarowej powierzchni {\displaystyle M} (np. powierzchni sfery czy elipsoidy itp.) mają wektor styczny, zaczepiony w tym punkcie. Suma dwóch wektorów stycznych jest nadal wektorem stycznym do jakiejś krzywej na tej powierzchni, przechodzącej przez punkt {\displaystyle x.} To samo dotyczy mnożenia wektorów stycznych przez skalar.
Wszystkie wektory styczne do krzywych na powierzchni rozpinają więc w punkcie {\displaystyle x} 2-wymiarową przestrzeń styczną – płaszczyznę styczną w punkcie {\displaystyle x} do powierzchni {\displaystyle M.}
Płaszczyzna styczna w punkcie {\displaystyle x} stanowi więc przybliżenie płaskie (liniowe w 2 wymiarach) powierzchni zakrzywionej {\displaystyle M;} przybliżenie to jest tym lepsze, im bliżej punktu {\displaystyle x} znajdują się punkty rozmaitości.

## Przestrzeń styczna do 3-wymiarowej przestrzeni euklidesowej
W 3-wymiarowej przestrzeni euklidesowej {\displaystyle E} wektor zaczepiony w pewnym punkcie jest określony przez punkt zaczepienia oraz 3 współrzędne. Wektory zaczepione w różnych punktach uważa się za odrębne, nawet jeśli mają te same współrzędne. Wektory zaczepione w tym samym punkcie {\displaystyle x} tworzą 3-wymiarową przestrzeń euklidesową, gdyż spośród wszystkich takich wektorów można wybrać tylko 3 liniowo niezależne. Wektory te tworzą bazę przestrzeni stycznej do {\displaystyle E} w punkcie {\displaystyle x} i oznacza symbolem {\displaystyle T_{x}(E).}
Wektory należą do tej samej przestrzeni stycznej, jeżeli mają ten sam punkt zaczepienia. Wektory zaczepione w różnych punktach przestrzeni {\displaystyle E} należą do różnych przestrzeni stycznych.

## Przestrzeń styczna do 3-wymiarowej rozmaitości
Krzywe w 3-wymiarowej, dowolnej rozmaitości {\displaystyle M} przechodzące przez ustalony punkt {\displaystyle x} mają wektory do nich styczne w tym punkcie. Wektory te rozpinają 3-wymiarową przestrzeń euklidesową, styczną do przestrzeni {\displaystyle M} w punkcie {\displaystyle x,} która jest aproksymacją płaską rozmaitości w ogólnym przypadku dowolnie zakrzywionej.

## Przestrzeń styczna – pojęcie wewnętrzne rozmaitości
W opisie przestrzeni stycznej do dowolnej rozmaitości nie jest konieczne odwoływanie się do przestrzeni euklidesowej wyższego wymiaru, w której ta rozmaitość jest zanurzona.
Przykładowo sfera jest rozmaitością różniczkową 2-wymiarową. Powierzchnię sfery w otoczeniu punktu {\displaystyle x} można sparametryzować za pomocą współrzędnych sferycznych {\displaystyle \theta } i {\displaystyle \phi .} Mówi się, że za pomocą tych współrzędnych określona jest mapa ze sfery na przestrzeń {\displaystyle \mathbb {R} ^{2},} przy czym:
- każdemu punktowi {\displaystyle x} na sferze odpowiada jednoznacznie punkt o współrzędnych {\displaystyle (\theta (x),\phi (x))} w przestrzeni {\displaystyle \mathbb {R} ^{2};}
- każdej krzywej {\displaystyle x(t)} na sferze odpowiada jednoznacznie krzywa w {\displaystyle \mathbb {R} ^{2}} złożona z punktów o współrzędnych {\displaystyle (\theta (t),\phi (t))} odpowiadających punktom {\displaystyle x(t)} krzywej;
- wektorowi stycznemu do krzywej na sferze odpowiada wektor styczny do krzywej w przestrzeni {\displaystyle \mathbb {R} ^{2}.}

Tak określona przestrzeń styczna jest przestrzenią wektorową wymiaru 2, czyli tego samego wymiaru co sfera, do której jest styczna, gdyż:
- działaniom dodawania wektorów na sferze i mnożenia ich przez skalar (czyli działania określone w każdej przestrzeni wektorowej) odpowiadają analogiczne działania na odpowiadających im wektorach w przestrzeni {\displaystyle \mathbb {R} ^{2};}
- przestrzeń styczna nie zależy od wyboru współrzędnych krzywoliniowych i będzie identyczna dla każdej innej mapy.

Zatem wektory styczne do sfery w punkcie {\displaystyle x} tworzą 2-wymiarową przestrzeń styczną – płaszczyznę {\displaystyle \mathbb {R} ^{2}.} Pokazaliśmy to nie odwołując się do pojęcia zanurzenia sfery w przestrzeni 3-wymiarowej.

## Przestrzeń styczna don-wymiarowej rozmaitości
Rozmaitość w najogólniejszym przypadku jest przestrzenią topologiczna, która ma lokalnie własności przestrzeni euklidesowej. Rozmaitość ma wymiar {\displaystyle n,} jeżeli przez każdy punkt {\displaystyle x} rozmaitości przechodzą krzywe, których wektory styczne tworzą n-wymiarowe przestrzenie styczne (przestrzenie euklidesowe).

## Definicja formalna przestrzeni stycznej
(1) Niech {\displaystyle (U,\phi )} będzie mapą otoczenia {\displaystyle U} punktu {\displaystyle x} rozmaitości różniczkowej {\displaystyle M} klasy {\displaystyle C^{1}} wymiaru {\displaystyle n.}
Krzywą klasy {\displaystyle C^{r}} na rozmaitości {\displaystyle M} przechodzącą przez punkt {\displaystyle x} nazywa się odwzorowanie {\displaystyle \gamma } klasy {\displaystyle C^{r}} dowolnego przedziału {\displaystyle (-\epsilon ,\epsilon )\subset \mathbb {R} } w {\displaystyle M,} tj.
{\displaystyle \gamma :\ (-\epsilon ,\epsilon )\to M,}
takie że {\displaystyle \gamma (0)=x.}
(2) Na zbiorze {\displaystyle {\overline {T}}_{p}(M)} wszystkich krzywych klasy {\displaystyle C^{1}} na rozmaitości {\displaystyle M} i przechodzących przez punkt {\displaystyle x} określamy relację równoważności {\displaystyle \sim } taką, że dwie krzywe {\displaystyle \gamma _{1}} i {\displaystyle \gamma _{2}} są w relacji o ile wektory styczne w zerze do krzywych {\displaystyle \phi \circ \gamma _{1}} oraz {\displaystyle \phi \circ \gamma _{2}} (obie krzywe leżą w {\displaystyle \mathbb {R} ^{n}}) są równe, czyli:
{\displaystyle \gamma _{1}\sim \gamma _{2}\iff {\frac {\mathrm {d} }{\mathrm {d} t}}(\phi \circ \gamma _{1}){\Big |}_{t=0}={\frac {\mathrm {d} }{\mathrm {d} t}}(\phi \circ \gamma _{2}){\Big |}_{t=0}}
Można sprawdzić, że taka definicja relacji nie zależy od wyboru początkowej mapy {\displaystyle (U,\phi ).}
(3) Przestrzeń styczną do rozmaitości różniczkowej {\displaystyle M} klasy {\displaystyle C^{1}} w punkcie {\displaystyle x,} oznaczaną {\displaystyle T_{x}(M),} definiuje się jako zbiór klas abstrakcji relacji {\displaystyle \sim {:}}
{\displaystyle T_{x}(M):={\overline {T}}_{x}(M)/\sim }
Odwzorowanie {\displaystyle {\overline {\Theta }}_{\phi }:{\overline {T}}_{x}(M)\to \mathbb {R} ^{n}} przyporządkowujące krzywej {\displaystyle \gamma ,} przechodzącej przez {\displaystyle x,} jej wektor styczny w zerze:
{\displaystyle {\overline {\Theta }}_{\phi }(\gamma ):={\frac {\mathrm {d} }{\mathrm {d} t}}(\phi \circ \gamma ){\Big |}_{t=0}}
jest stałe na klasach abstrakcji relacji {\displaystyle \sim } i indukuje bijekcję {\displaystyle \Theta _{\phi }:\ T_{x}(M)\to \mathbb {R} ^{n},} daną wzorem: {\displaystyle \Theta _{\phi }(\gamma '):={\frac {\mathrm {d} }{\mathrm {d} t}}(\phi \circ \gamma ){\Big |}_{t=0},} gdzie {\displaystyle \gamma '} oznacza klasę abstrakcji krzywej {\displaystyle \gamma } względem relacji {\displaystyle \sim } {\displaystyle (\gamma '\in T_{x}(M)).} Zatem {\displaystyle T_{x}(M)} ma strukturę przestrzeni liniowej wymiaru {\displaystyle n,} przeniesioną przez bijekcję {\displaystyle \Theta _{\phi },} tzn. działania w przestrzeni stycznej {\displaystyle T_{x}(M)} definiujemy następująco:
{\displaystyle u+v:=\Theta _{\phi }^{-1}(\Theta _{\phi }(u)+\Theta _{\phi }(v)),} dla dowolnych {\displaystyle u,\ v\in T_{x}(M),}
{\displaystyle \alpha \cdot v:=\Theta _{\phi }^{-1}(\alpha \Theta _{\phi }(v)),} dla dowolnego {\displaystyle v\in T_{x}(M),} oraz dowolnego {\displaystyle \alpha \in \mathbb {R} .}
(4) Niezależność od wyboru mapy
Definicja przestrzeni stycznej nie zależy od wyboru mapy początkowej {\displaystyle (U,\phi ).} Wzięcie innej mapy nie zmienia równości wektorów stycznych do krzywych, czyli relacji {\displaystyle \sim .}